# Androdeloscia merolobata
Androdeloscia merolobata là một loài chân đều trong họ Philosciidae. Loài này được Leistikow miêu tả khoa học năm 1999.